# Lo straniero
Lo straniero (Frans: L'Étranger) is een Italiaans-Frans-Algerijnse dramafilm uit 1967 onder regie van Luchino Visconti. Het scenario is gebaseerd op de gelijknamige roman uit 1942 van de Franse auteur Albert Camus.

## Verhaal
Tijdens de Franse heerschappij over Algerije zijn er politieke spanningen. Er wordt een man vermoord op het strand en een Franse koloniaal wordt gearresteerd. Er volgt een rechtszaak.

## Rolverdeling
| Acteur               | Personage          |
| -------------------- | ------------------ |
| Marcello Mastroianni | Arthur Meursault   |
| Anna Karina          | Marie Cardona      |
| Bernard Blier        | Advocaat           |
| Georges Wilson       | Magistraat         |
| Bruno Cremer         | Priester           |
| Pierre Bertin        | Rechter            |
| Jacques Herlin       | Emmanuel           |
| Marc Laurent         | Directeur          |
| Georges Géret        | Raymond            |
| Alfred Adam          | Openbare aanklager |
| Jean-Pierre Zola     | Werkgever          |
| Mimmo Palmara        | Mijnheer Masson    |
| Angela Luce          | Mevrouw Masson     |